# Кртине
Кртине је насељено место у Босни и Херцеговини у општини Витез. Административно припада Федерацији Босне и Херцеговине, односно њеном Средњобосанском кантону. Према попису становништва из 2013. у насељу је било 51 становника, а већинску популацију у насељу чинили су Хрвати.

## Становништво
По последњем службеном попису становништва из 2013. године у насељу Кртине живело је 51 становника, а село је било етнички хомогено са већинском хрватском популацијом.
| Националност | 2013. | 1991.       | 1981.       | 1971.        | 1961.       |
| Хрвати       | —     | 79 (100,0%) | 92 (100,0%) | 104 (100,0%) | 90 (98,90%) |
| Срби         | —     | 0           | 0           | 0            | 1 (1,09%)   |
| Укупно       | 51    | 79          | 92          | 104          | 91          |